# Mustasaari (ö i Finland, Kymmenedalen, Kouvola, lat 61,13, long 26,34)
Mustasaari är en ö i Finland. Den ligger i sjön Rautjärvi och i kommunen Kouvola i den ekonomiska regionen  Kouvola ekonomiska region  och landskapet Kymmenedalen, i den södra delen av landet, 130 km nordost om huvudstaden Helsingfors. Öns area är 2,1 hektar och dess största längd är 220 meter i sydöst-nordvästlig riktning.